# Cantone di Cahors-2
Il Cantone di Cahors-2 è una divisione amministrativa dell'Arrondissement di Cahors.
È stato costituito a seguito della riforma approvata con decreto del 13 febbraio 2014, che ha avuto attuazione dopo le elezioni dipartimentali del 2015.

## Composizione
Comprende parte della città di Cahors e i 6 comuni di:
- Arcambal
- Cours
- Lamagdelaine
- Laroque-des-Arcs
- Valroufié
- Vers